# Tomasz Sarnecki
Tomasz Sarnecki (ur. 15 lutego 1966 w Warszawie, zm. 2 stycznia 2018 tamże) – polski grafik, autor słynnego plakatu „Solidarności” W samo południe 4 czerwca 1989.

## Życiorys
Był absolwentem Wydziału Grafiki Akademii Sztuk Pięknych w Warszawie, gdzie prowadził Dyskusyjny Klub Filmowy. W 1989 zaprojektował plakat W samo południe dla Komitetu Obywatelskiego „Solidarność”. Plakat został rozwieszony w Warszawie w dniu 4 czerwca 1989, w trakcie wyborów parlamentarnych (tzw. wybory czerwcowe). Nakład wynosił 10 tys. egzemplarzy. Plakat prezentował amerykańskiego aktora Gary’ego Coopera jako szeryfa z filmu W samo południe, na tle napisu „Solidarność” oraz z wpiętym znaczkiem „Solidarności” w klapę, ponad gwiazdą szeryfa. Później plakat prezentowany był między innymi w Victoria and Albert Museum w Londynie na wystawie stu najważniejszych plakatów XX wieku oraz na wystawie w Autry Museum of Western Heritage w Los Angeles.
Był także autorem opracowań, artykułów, prezentacji i wystaw historycznych. Współpracował z Dowództwem Garnizonu Warszawa i Muzeum Wojska Polskiego w Warszawie. Pracował w Wojskowym Centrum Edukacji Obywatelskiej, współpracował także z Komendą Garnizonu Warszawa. Organizował coroczną kwestę na rzecz odnowy pomników dowódców WP z 1939 na powązkowskim Cmentarzu Wojskowym. Kierował również Stowarzyszeniem Historycznym „Cytadela”.
Spoczywa na Cmentarzu żbikowskim w Pruszkowie.

## Wybrane odznaczenia
- Złoty Krzyż Zasługi[3]

## Upamiętnienie
W SAMO POŁUDNIE - historia wokół jednego plakatu autorstwa Tomasza Sarneckiego, wystawa w Muzeum X Pawilonu Cytadeli Warszawskiej, 31 maja 2019